# Skaladdin

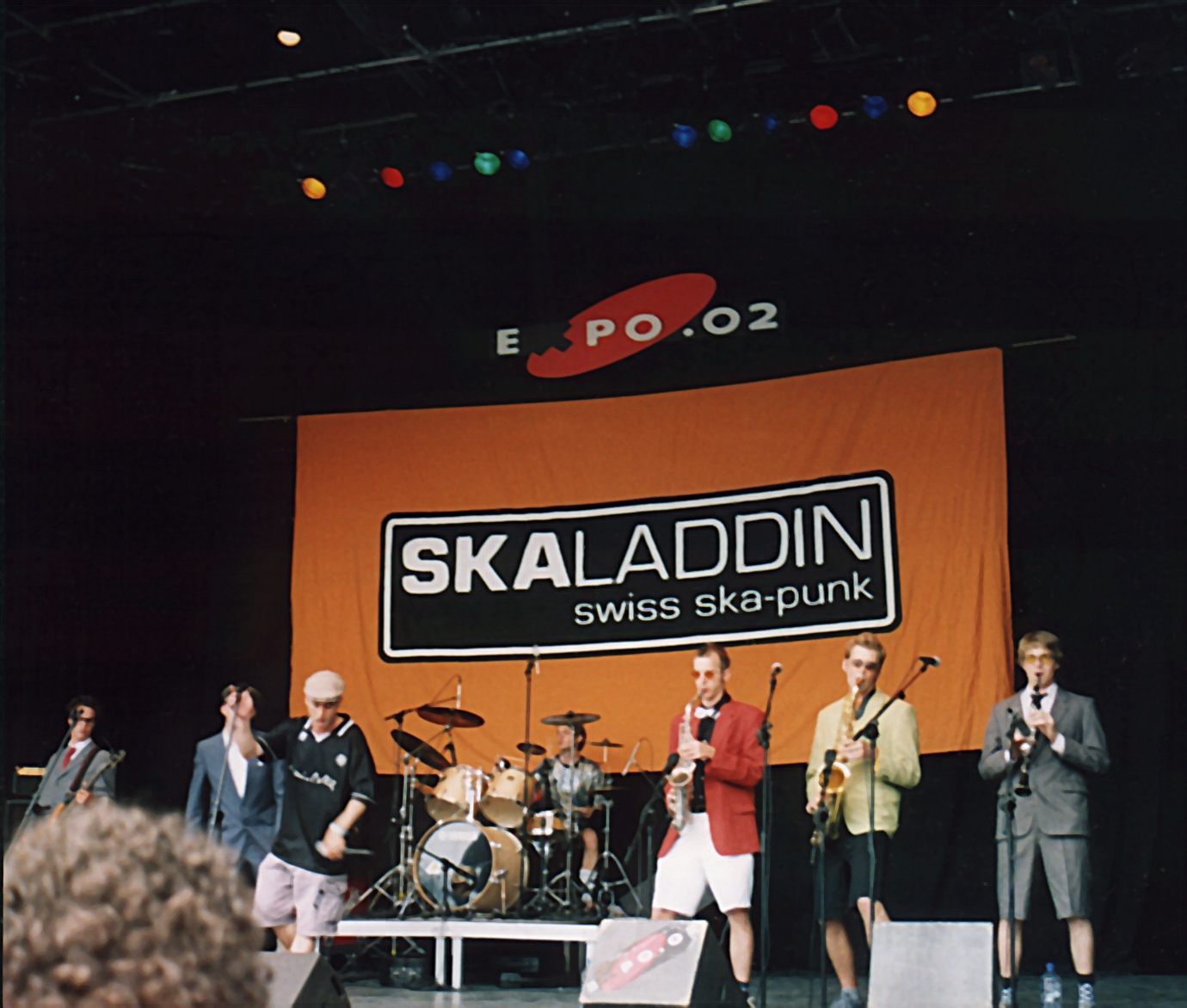
Skaladdin-Konzert an der Schweizerischen Landesausstellung Expo.02 in Biel

Skaladdin ist eine Schweizer Ska-Punk-Band aus Hinterkappelen in der Gemeinde Wohlen bei Bern.

## Bandgeschichte
Skaladdin wurde 1998 von acht jungen Bernern gegründet. Nach einigen Anfangsschwierigkeiten stand die Besetzung mit Markus Luginbühl, Manuel Furrer, Peter Luginbühl, Philipp Erhart, Philipp Rohr, Florian Weber und Marc Fuhrer fest. In ihrer Anfangszeit spielte die Band vorwiegend Coverversionen ihrer Lieblings-Skabands. Nach dem Vorbild der Skacore-Band The Mighty Mighty Bosstones kreierte die Band einige Zeit später ihren eigenen Ska-Stil: Ska-Punk mit Einflüssen aus verschiedenen Musikrichtungen. Zeitgleich entdeckten viele amerikanische Ska-Punk-Bands den europäischen Kontinent, eine grosse Chance für Skaladdin; so hatten sie die Möglichkeit, als Vorgruppe für diese internationalen Grössen aufzutreten.
1999 begann die Gruppe auf Konzerten zu spielen. Zwei Jahre später, im November 2001, veröffentlichte sie ihr erstes Album unter dem Titel Rub the Lamp bei ihrem eigenen Label Pimp Records. Anschliessend folgten Konzerte in der ganzen Schweiz sowie im Ausland. Im Juli 2002 durfte die Band sogar auf dem Gurtenfestival in Bern auftreten. Sie können nun schon auf gut 150 Konzerte zurückblicken, unter anderem mit internationalen Bands wie Liquido, Sens Unik, Reel Big Fish, Skarface, Shandon, Tokyo Ska Paradise Orchestra, Save Ferris oder Big D & the Kids Table.
Im Jahr 2004 brachte die Band ihr zweites Album mit dem Namen Far-Off From Okay heraus. Im Anschluss folgte eine Tournee unter dem gleichen Namen. Nach dem Thunfest am 13. August 2005 verliess der Sänger Manuel Furrer die Band. 2006 erschien das dritte Album der Truppe: Young, Handsome & We Know It. Das Jahr verbrachte die Band auf Welttournee. Ab Mitte März tourten die Berner durch Europa und vom 4. Juli bis zum 28. Oktober 2006 durch Süd- und Nordamerika, Neuseeland, Australien, Japan und Südafrika. Die Band ist heute eine der bekanntesten Skabands in der Schweiz.
Bandraumnachbarn von Skaladdin in Hinterkappelen sind die Musiker der Ska-Band Open Season.

## Bandbesetzung
- Markus Luginbühl – Gesang
- Peter Luginbühl – Gitarre
- Florian Weber – E-Bass
- Marc Fuhrer – Schlagzeug
- Phillipp Erhart – Tenor-Saxophon
- Philipp Rohr – Alt-Saxophon

Ehemalige Bandmitglieder
- Niklaus Haller – Klarinette (verliess die Band 2004 und zog nach Berlin)
- Shane Cunningham – Gitarre (verliess die Band im Januar 2004 aus beruflichen Gründen)
- Manuel Furrer – Gesang (verliess die Band im Herbst 2005 und zog in die Türkei)

## Diskografie
- 2001: Rub the Lamp (Pimp Records)
- 2004: Far-Off From Okay (Pimp Records)
- 2006: Young, Handsome & We know it (Pimp Records)